# ناجی روح ۲
ناجی روح ۲ (به انگلیسی: Saviour of Soul II) یک فیلم سینمایی هنگ کنگی در ژانر رمانتیک و هنرهای رزمی محصول سال ۱۹۹۲ میلادی به کارگردانی کری یوئن و دیوید لای است.
اگرچه فیلم دارای عنوانی مشابه با فیلم ناجی روح (۱۹۹۱) دارد ولی ارتباطی با یکدیگر ندارند.

## بازیگران
- اندی لاو به عنوان چینگ یان
- رزاموند کوآن به عنوان دختر رؤیایی
- کری یوئن به عنوان دکتر
- شرلی کوان به عنوان روبی
- لای چی لام به عنوان تیم چوها چی
- ریچارد نگ به عنوان شیطان کینگ
- کیم وون جین
- آسوکا تمامی به عنوان دختر قمار
- جک وونگ
- چوی هین چونگ
- فن چانه آویز
- تسیم سیو لینگ
- کنگ میو دنگ
- چان سک
- آدم چان
- هینگ پینگ